# دان أكيرمان
دان أكيرمان (بالإنجليزية: Dan Ackerman)‏ هو صحفي أمريكي، ولد في 13 مارس 1974.

## وصلات خارجية
- الموقع الرسمي